# 内罗布
内罗布（羅馬化：Nyrob；科米-彼尔米亚克语：Нырыб）是俄罗斯彼尔姆边疆区的市级镇，属切尔登区，是该区人口最多的聚居地。地处彼尔姆边疆区北部，位于卡马河流域科尔瓦河一支流柳恩瓦河（Люнва）河畔，在区行政中心切尔登东北、边疆区首府彼尔姆北方。
1579年首见于文献；1963年设市级镇。该地2022年人口有4,497人；2010年人口5,523；2002年人口7,500；1989年人口5,526。